# Portrait de Dorian Gray (Albright)
Pour les articles homonymes, voir Le Portrait de Dorian Gray (homonymie).
Le Portrait de Dorian Gray (titre original Picture of Dorian Gray) est un tableau réalisé à l'huile sur toile par Ivan Albright en 1943-1944 pour les besoins du film d'Albert Lewin Le Portrait de Dorian Gray. Le tableau destiné à être révélé à la fin du film, montre l'apparence corrompue du héros joué dans le film par Hurd Hatfield. Le tableau longtemps propriété de l'artiste, fut donné par celui-ci à l'Art Institute of Chicago où il est exposé.

## Historique
Commande d'Albert Lewin réalisateur du film à Ivan Albright chargé de réaliser la version corrompue du portrait de Dorain Gray. Son frère Malvin Albright, étant chargé de faire le portrait idéalisé de Hurd Hatfield, acteur qui incarne le personnage. La version de Malvin Albright ne satisfaisant pas la Metro-Goldwyn-Mayer qui produit le film, il est remplacé par celui de l'artiste portugais Henrique Medina. Ivan Albright reçoit 10 000 dollars pour la création du tableau.